# Nell (Les Indes noires)
Pour les articles homonymes, voir Nell.
Nell est un personnage du roman de Jules Verne, Les Indes noires.

## Le personnage
Nell est une jeune fille d'environ seize ans, sauvée par Harry Ford du fond d'un puits de la Nouvelle-Aberfoyle, où elle agonisait. Elle possède un regard vague et ses yeux, que la lumière semble fatiguer, découvrent avec étonnement des choses nouvelles pour elle au cottage. En effet, cette adolescente n'a jamais quitté la mine depuis sa naissance, élevée entre son grand-père Silfax et un énorme oiseau, le harfang. Une figure maigre, marquée par la souffrance, une taille frêle, un teint de blonde la caractérisent. Jack Ryan la compare à « un farfadet d'aspect un peu surnaturel ». Enfant, elle n'eut pour seul compagnon que l'étrange oiseau de son grand-père. 
Face à la famille Ford, Nell ne livre aucun souvenir de son passé, malgré l'attirance qu'elle éprouve pour Harry. Lorsque celui-ci décide de la demander en mariage, il souhaite d'abord qu'elle connaisse ce monde du dessus qu'elle ignore. Avec James Starr et Jack Ryan, il lui fait découvrir les merveilles du monde terrestre. Revenus de leur excursion, Harry demande à Nell si elle souhaite continuer à vivre au fond de la houillère avec lui. Celle-ci accepte. Les bans du mariage sont affichés. Mais alors Silfax réapparaît, menaçant tous les mineurs de la Nouvelle-Aberfoyle. Nell est prête à le rejoindre, pour éviter des malheurs à ses nouveaux amis. Mais ceux-ci refusent son sacrifice, surtout lorsqu'ils apprennent que c'est à elle qu'ils doivent leur liberté, alors qu'ils étaient prisonniers d'une caverne où Silfax les avaient attirés. Le mariage va se faire, mais Silfax est décidé à détruire la nouvelle exploitation.

## Télévision
- Dans le téléfilm de Marcel Bluwal tiré du roman, le rôle est tenu par Paloma Matta.

## Autres personnages du roman
- James Starr

## Galerie

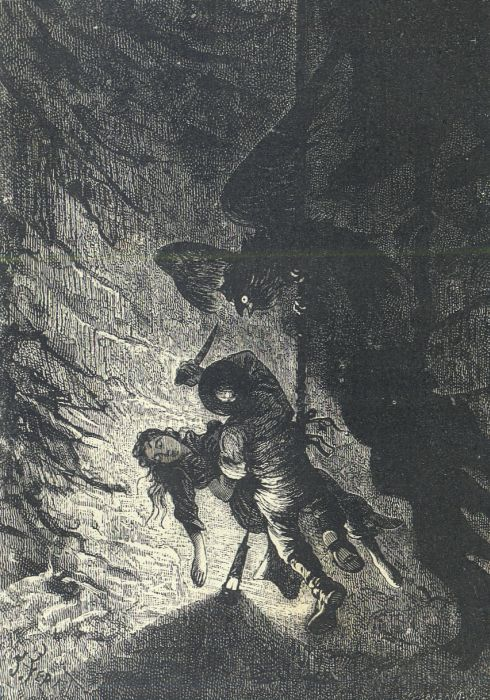
Nell sauvée du gouffre par Harry Ford
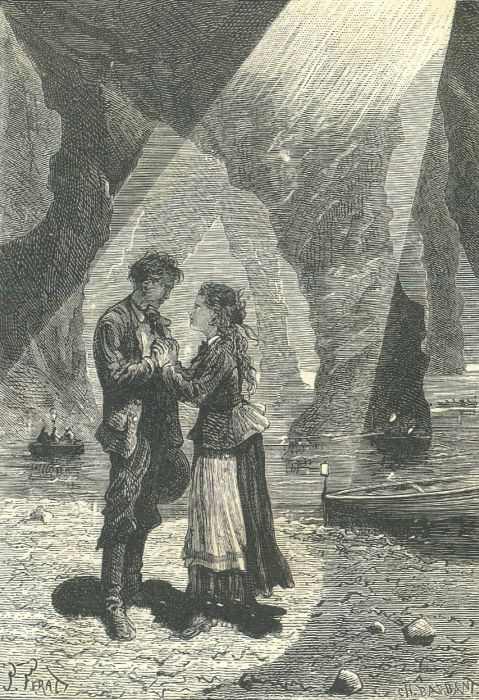
Nell et Harry
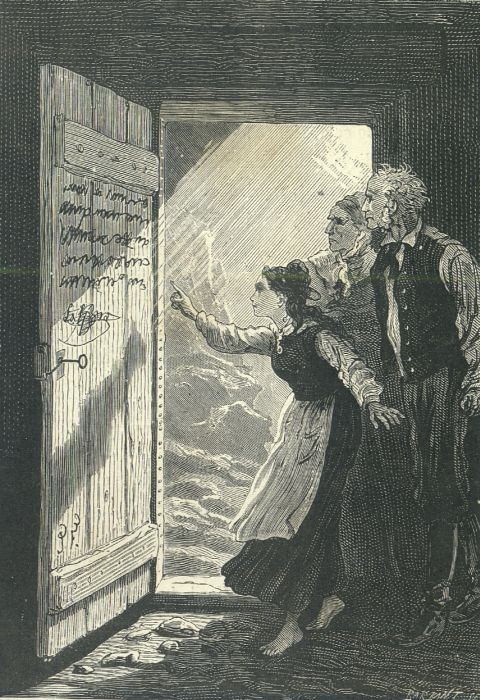
Nell découvrant la menace de Silfax